# Rock Springs (Wyoming)
Pour les articles homonymes, voir Rock Springs.
La ville de Rock Springs est située dans le comté de Sweetwater, dans l’État du Wyoming, aux États-Unis. Lors du recensement de 2010, sa population s’élevait à 23 036 habitants.